# Burgrain (Garmisch-Partenkirchen)
Burgrain ist ein Gemeindeteil des Marktes Garmisch-Partenkirchen im gleichnamigen Landkreis (Oberbayern, Bayern). Die Siedlung liegt circa drei Kilometer nördlich des Hauptortes links der Loisach und nördlich des Schwaiggrabens. Etwa 500 Meter weiter westlich befindet sich auf einem Felsensporn die Ruine der Burg Werdenfels und 1,5 Kilometer weiter nördlich der Ort Farchant.

## Geschichte
Die Idee zur Schaffung einer Siedlung am Ortsrand von Garmisch entstand 1932, als sich Arbeiter keine Wohnung in den Ortschaften leisten konnten. Nach der Machtergreifung der Nationalsozialisten wurden die Pläne jedoch schnell verworfen und erst im Jahr 1935 wieder aufgegriffen, als eine Verordnung zur Unterstützung des Siedlungsbaus in Kraft trat. Im Jahr 1938 begann die Rodung am „Farchanter Gröben“ an der Straße zwischen Garmisch und Farchant und im Juli 1939 zogen die ersten Siedler ein. Den Namen „Burgrain“ erhielt die Siedlung erst zehn Jahre später – er war ein Vorschlag des Kaplans Matthias Brenner in Erinnerung an seine Heimat Isen, wo das Schloss Burgrain steht.
Beim Eisenbahnunfall bei Burgrain am 3. Juni 2022 starben fünf Personen und 68 wurden verletzt, als eine Regionalbahn entgleiste.
| Jahr | Einwohner | Wohngebäude |
| ---- | --------- | ----------- |
| 1950 | 87        | 21          |
| 1970 | 1395      |             |
| 1987 | 2145      | 380         |
| 2018 | 2065      |             |

## Religion
In Burgrain hat die römisch-katholische Pfarrei St. Michael (heute im Pfarrverband Zugspitze) ihren Sitz. Früher hatte hier zudem eine evangelisch-lutherische Kirchengemeinde ihren Sitz, die mittlerweile der Kirchengemeinde Garmisch-Partenkirchen angegliedert ist. Es bestehen zwei Kirchen: Die katholische Pfarrkirche St. Michael und die evangelische Friedenskirche.

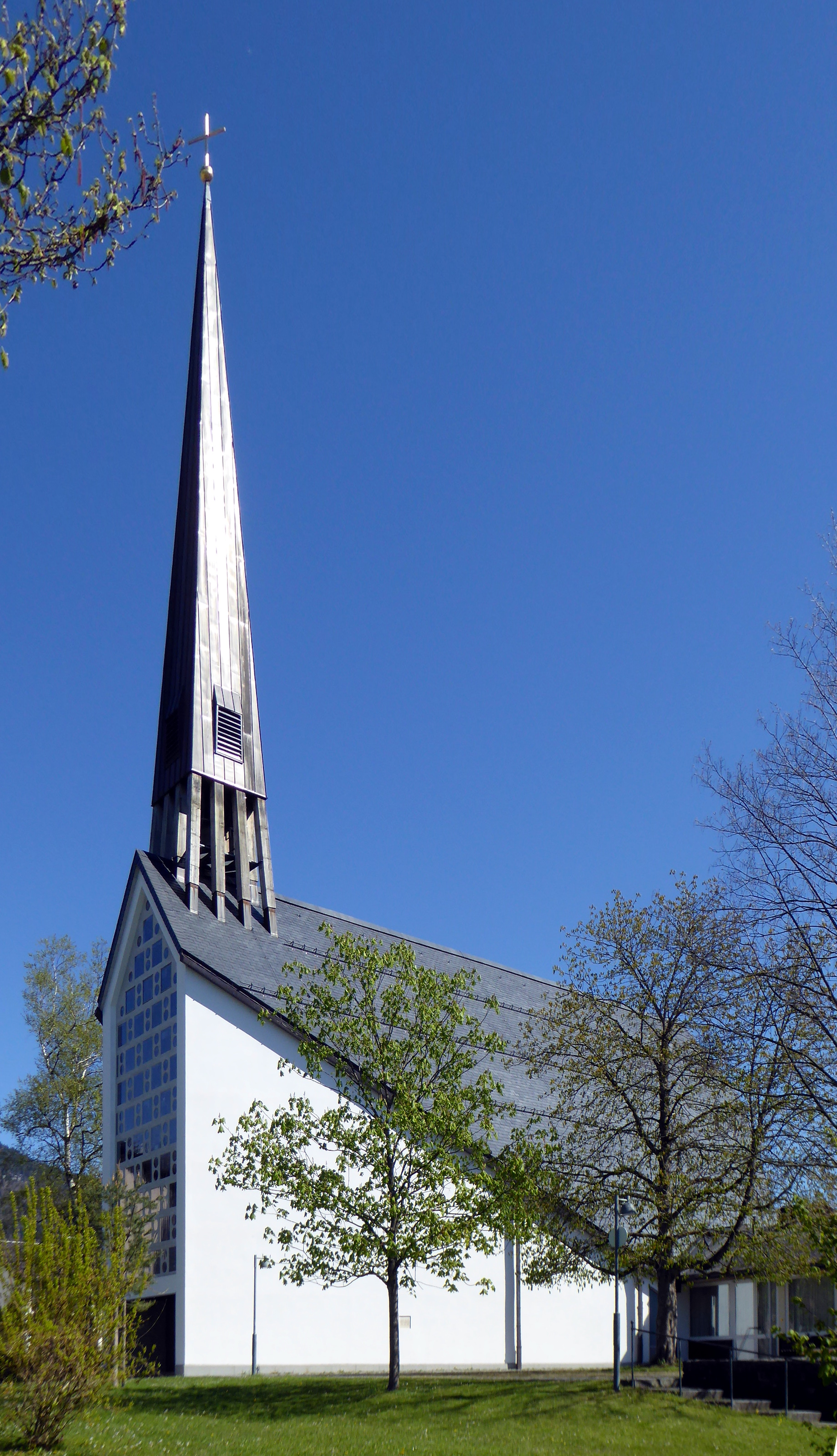
Michaelskirche
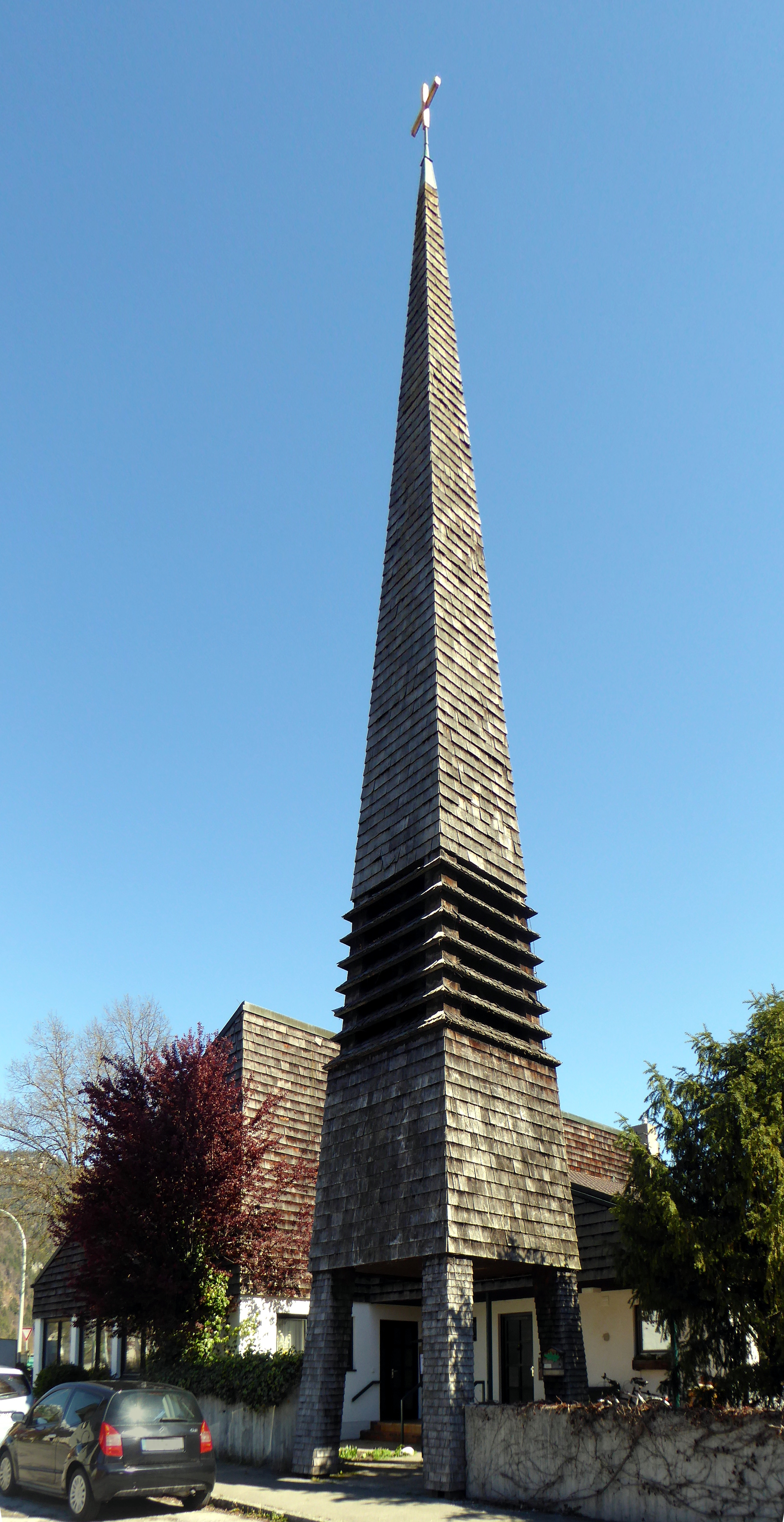
Friedenskirche

## Widmung
Nach der Siedlung benannte Ernst Hoffmann die Burgrainer Polka.